# Prüfziffer
Eine Prüfziffer ist die einfachste Form einer Prüfsumme. Die Prüfziffer einer mehrstelligen Zahl wird nach einer festgelegten Rechenvorschrift aus den einzelnen Ziffern der zu prüfenden Zahl berechnet. Durch Berechnung und Vergleich der Prüfziffer werden Eingabefehler erkannt.
Wenn die Prüfziffer zehn Werte annehmen kann, tritt eine zufällige Übereinstimmung auch bei ungültigen Zahlen mit 10 % Wahrscheinlichkeit auf. Bei Verwendung von zwei Prüfziffern liegt diese Fehlerwahrscheinlichkeit nur noch bei 1 %.
Prüfziffern können bei manueller Eingabe über Tastatur und auch bei automatischer Datenerfassung, z. B. OCR oder Barcodelesern, verwendet werden. In einem Datenerfassungsgerät kann bei einer abweichenden Prüfziffer die Eingabe annulliert werden.

## Beispiel: Identcode der Deutschen Post
Die Berechnung der Prüfziffer erfolgt beim Identcode der Deutschen Post im Modulo-11-Verfahren
```
Code        : 4  7  3  1  2  4  8  2
Gewichtung  : 8  6  4  2  3  5  9  7
Produkte    : 32 42 12 2  6  20 72 14
Summe       : 200
Modulo 11   : 200 / 11 = 18 Rest 2
Prüfziffer  : Differenz zu 11 = 11 - 2 = 9
Ausnahmen   :
Wenn Differenz zu 11 = 10: Prüfziffer wird zu 0
Wenn Differenz zu 11 = 11: Prüfziffer wird zu 5

```

Berechnung der Prüfziffer:

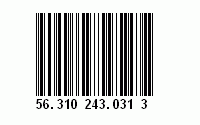
Identcode der Deutschen Post / DHL

- Von links nach rechts werden die Stellen mit 8, 6, 4, 2, 3, 5, 9 und 7 gewichtet. Im Unterschied zu einer einfachen Summierung der Code-Ziffern können so auch Vertauschungen von zwei Ziffern erkannt werden.[2]
- Die einzelnen Code- und Gewichtungsziffern werden multipliziert und die Produkte dann addiert.
- Die Summe wird Modulo 11 berechnet, sprich es wird nur der Rest der Division durch 11 (also nur eine Ziffer) berücksichtigt. Die Restbildung kann auch unmittelbar nach der Produktbildung erfolgen.
- Die Prüfziffer ergibt sich aus der Differenz des Restes zu 11 (Ausnahmen siehe oben).

Berechnung des Identcodes in einer Formel am Beispiel Excel:
- Der achtstellige Code steht in Zelle A1
- Formel =A1&TEIL("012345678905";12-REST(TEIL(A1;1;1)*8+TEIL(A1;2;1)*6+TEIL(A1;3;1)*4+TEIL(A1;4;1)*2+TEIL(A1;5;1)*3+TEIL(A1;6;1)*5+TEIL(A1;7;1)*9+TEIL(A1;8;1)*7;11);1)

## Weitere Beispiele
- Internationale Bankkontonummer (IBAN), Modulo 97
- EAN-Codes im Konsumgüterbereich
- Internationale Standardbuchnummer (ISBN) für den Buchhandel
  - ISBN-10, Modulo 11
  - ISBN-13, Modulo 10
- ISSN für Zeitschriften, Modulo 11
- Personalausweisnummern, Modulo 10
- Führerscheinnummer, Modulo 11
- Institutionskennzeichen (IK) für Leistungserbringer im Gesundheitswesen, Modulo 10
- Internationale Wertpapierkennnummer (ISIN) für die Identifikation von Wertpapieren, Modulo 10
- Deutsche Rentenversicherungsnummer
- Eurobanknoten, Seriennummer mit Prüfziffer, Modulo 9
- Baureihenschema der Deutschen Bahn AG
- IMO-Nummer für gewerbliche Schiffe
- Pharmazentralnummer
- Steuer-Identifikationsnummer, Modulo 11
- Abgabenkontonummer
- Luhn-Algorithmus, Modulo 10
- Luftfrachtbrief, Modulo 7
- Personenkennzahl (DDR), Modulo 11
- ORCID iD[3], Modulo 11
- Marktlokations-ID
- Bahnhofsnummer#Schweiz, Modulo 10

## Hinweise und Einzelnachweise
1. ↑  Technische Spezifikation Briefzusatzleistungen. (PDF, 554 kB) S. 8, archiviert vom Original (nicht mehr online verfügbar) am 2. April 2015; abgerufen am 4. März 2015.  Info: Der Archivlink wurde automatisch eingesetzt und noch nicht geprüft. Bitte prüfe Original- und Archivlink gemäß Anleitung und entferne dann diesen Hinweis.
2. ↑  In anderen Verfahren zur Prüfsummenberechnung werden andere Gewichtungen genutzt, bei ISBN beispielsweise die Folge 10, 9, 8, 7, 6, 5, 4, 3, 2.
3. ↑  Structure of the ORCID Identifier (ORCID, abgerufen am 26. Juni 2017)